# Либина, Елена Владимировна
Елена Владимировна Либина (творческие псевдонимы Алена Либина, Elena V. Libin  — российский ученый, психолог, исследователь с опытом международной работы в США, Японии, Корее и Швейцарии в сфере создания инновационных прорывных технологий в  роботерапии и совладании с жизненным стрессом. Автор оригинальной междисциплинарной концепции взаимодействия человека со сложными жизненными ситуациями, известной как совладающий интеллект, впервые  объединившей на основе единой методологии стратегии психологической защиты и совладания . 

## Биографические сведения
Окончила Московский государственный историко-архивный институт (Российский государственный гуманитарный университет) по специальности "Организация управленческого труда в государственных учреждениях", специализация "Работа с персоналом".
Позже с успехом завершила стажировку в Театральном институте имени Бориса Щукина (Москва) на кафедре актерского мастерства по теме Психологическая диагностика одаренности и отбор на творческие специальности.
Работала ведущим консультантом и аналитиком в Центре развития психологического потенциала при Российской академии педагогических наук, Московском центре профориентации при Госкомтруде и преподавала в Московском институте телевидения и радиовещания при Останкино.
Защитила диссертацию на степень кандидата психологических наук в Психологическом институте РАО по теме "Индивидуальные различия в стратегиях совладания человека со сложными жизненными ситуациями". Учебник "Совладающий интеллект" одобрен УМО (Управлением Министерства Образования РФ) для студентов психологических ВУЗОв . С 1998 года аффилиированный сотрудник Джорджтаунского университета . Прошла докторский тренинг по специальности психология совладания в Джорджтаунском университете (Вашингтон,США). Получила аккредитацию PhD in psychology (доктор наук, США). С 2018 года ведущий аналитик РГГУ в научно-образовательном центре Институт экономики, управления и права . Член (full member) Американской Психологической Ассоциации (American Psychological Association, APA), Международной ассоциации изучения индивидуальных различий (ISSID).
Организатор международного проекта по взаимодействию человека и робота, в результате которого сформировано инновационное направление РобоПсихологии и РобоТерапии (Oxford, 2004). Являясь учредителем и директором (2000-2010) исследовательского центра (CyberAnthropology Research Inc, Washington, DC, USA), занималась анализом существующих расхождений между применением цифровых технологий в различных сферах деятельности и потребностями, запросами и возможностями современного общества и отдельных социальных групп. Ведущий специалист в области разработки тренингов профессиональной и личностной компетентности, навыков психологической наблюдательности, совладания с кризисами и сложными жизненными ситуациями. 

## Сфера актуальных интересов и проектов
Занимается исследованиями в области совладания с жизненным стрессом, редактор-основатель журналов Coping with life stress и Coping with Pandemic & Infodemic Stress (Frontiers, Switzerland) . Практические исследования в области психологии современной женщины и выработки навыков психологической наблюдательности и способов распознавания деструктивных стратегий поведения в повседневных жизненных ситуациях . Руководитель проекта "Совладающий интеллект как интегративная компетенция будущего" . Киберантрология  как наука об изучении влияния цифровой среды на современного человека .

## Научная теория: совладающий интеллект
Оригинальная авторская научная теория интегрирует в рамках единого концептуального подхода основные теоретические и экспериментальные направления в изучении деструктивных, защитных и совладающих, успешных способов взаимодействия человека со сложными жизненными ситуациями, личностными и профессиональными кризисами и стрессом глобальных изменений, в том числе психосоциальными последствиями, вызванными пандемией COVID-19.
Концепция «Совладающего Интеллекта»  включает в себя универсальную систему диагностики и анализа деструктивных и успешных способов разрешения проблем любого уровня сложности. Построенная на научных принципах единая классификация совладающих и защитных стратегий позволяет понять механизмы осмысленного принятия решений, адекватного использования эмоций и успешного поведения в трудных жизненных обстоятельствах.

## Научная международная деятельность
Организатор международного проекта по взаимодействию человека и робота , в результате которого сформировано инновационное направление РобоПсихологии и РобоТерапии (Oxford, 2004 ). Занималась анализом существующих расхождений между применением цифровых технологий в различных сферах деятельности и потребностями, запросами и возможностями современного общества и отдельных социальных групп. Приглашенный профессор (2002 – 2003), организатор и руководитель проекта "Роботерапия-оптимизация взаимодействия человека и робота в контексте критериев искусственного интеллекта", Лаборатория виртуальных систем, Университет Гифу, Япония. Пре-докторал тренинг (pre-doctoral PhD training 1995-1998) по теме "Информационно-психологические критерии оценки взаимодействия человека с техрологической и социальной средой", Красновский Институт Передовых Исследований (Krasnow Institute for Advanced Studies) Университета Джорджа Мэйсона, Вирджиния, США, приглашенный исследователь по проблемам роботерапии в MIT (Boston, USA).

## Консультативная деятельность
Ведущий специалист в области разработки тренингов профессиональной и личностной компетентности, навыков психологической наблюдательности, совладания с кризисами и сложными жизненными ситуациями. Главный консультант по отбору студентов на факультеты актерского мастерства и режиссуры Театрального института им. Бориса Щукина. Преподавала курс Психология Масс-медиа в Московском институте телевидения и радиовещания про т/о Останкино. Работала профконсультантом Московского городского центра Профориентации при Госкомтруде СССР

## Издательская деятельность
Основатель и главный редактор онлайн журнала Управление Жизненным Стрессом (Coping with Life Stress) ведущей международной научной издательской корпорации Фронтиерс (Frontiers) (Лозанна, Швейцария). Frontiers объединяет журналы мирового уровня с самыми высокими показателями импакт-фактора в Скопус, Web of Science под эгидой Elsevier Pub  Директор и Учредитель Международной образовательной программы «Психология без границ» совместно с издательство ЭКСМО, Москва. В проекте принимали участие ведущие Российские эксперты в области гуманитарных наук. Было издано 14 книг для системы высшего образования широкого профиля, включая руководителей, менеджеров, специалистов по подбору и расстановке кадров, студентов гуманитарных, медицинских и технических факультетов. С 2013 года проводится ежегодная Всероссийская дистанционная олимпиада «Психология без границ» .Организатор просветительско-образовательной программы цифровизации гуманитарных знаний в формате электронных книг на онлайн платформе ЛитРес . Автор учебников для ВУЗов "Совладающий интеллект" (ЭКСМО, 2006-2018; Юрайт, 2020), "Психографический тест Либиных: конструктивный рисунок человека из геометрических форм" (ЭКСМО, 2008-2018, Юрайт 2020), а также 12 книг по коммуникативной психологии и развитию soft skills (софт скиллс) методологии, психологии современной женщины, стереотипов повседневного поведения . Автор 117 статей и профессиональных презентаций на русском, английском, болгарском, японском и испанском языках.

## Научная деятельность
Е. В. Либина  автор 117 статей и 12 книг в отечественных и зарубежных изданиях, в том числе на английском, болгарском, японском и испанском языках, 178 докладов на российских и международных конференциях. Автор учебников для ВУЗов "Совладающий интеллект" (ЭКСМО, 2006-2018), "Психографический тест" (ЭКСМО, 2008-2018), а также работ по коммуникативной психологии и развитию навыков психологической наблюдательности, психологии современной женщины, стереотипов повседневного поведения. 
Основные работы (книги):
1. Либина Е.В. Психология совладания. Учебник для ВУЗов. Юрайт, 2020
2. Либина Е.В. Совладающий интеллект. Учебное пособие для ВУЗов. Юрайт, 2020[12]
3. Либина Е.В. (Либина Алена). Психология современной женщины. Москва: ЭКСМО, 2008
4. Либина Е.В. Успешное разрешение жизненных трудностей. Совладающий интеллект. Учебное пособие для ВУЗов. Москва: ЭКСМО, 2008
5. Либина Е.В. Стереотипы, комплексы и защитное поведение. Энциклопедия житейской психологии. Москва: ЭКСМО, 2001
6. Либина Е.В. (Либина Алена). Психология совладания с жизненными кризисами и сложными ситуациями. Москва: Селена, 1995
7. Либина Е.В.,Либин А.В., Либин В.В. Психографический тест Либиных. Учебное пособие для ВУЗов. 2е изд, перераб. и доп. Юрайт: Москва, 2020

Главы в научных монографиях:
1. Cyber-Anthropology. A Merge of Human and Technological Worlds. pp. 460–467. In: Hybridreality: Art, Technology, Human Factors. Montreal: IOS Press, 2003.
2. Robotic Psychology. In: Encyclopedia of Applied Psychology, Academic Press, San Francisco  (expected in 2004).
3. Robotherapy. In: Encyclopedia of Applied Psychology, Academic Press, San Francisco  (expected in 2004).
4. Coping with Life Difficulties. pp. 190 – 205, In: Differential Psychology: On the Crossroad of American, Russian, and European Traditions. Handbook.3rd Edition. Moscow: Smysl – Open Society Institute/Soros Foundation, 2004
5. Reaction on Stress: Psychological Defense or Psychological Coping? pp. 190 – 205, In: Human Style: Psychological Perspectives, Moscow: Smysl – Russian Sciences Foundation, 1998

Наукометрические показатели:
h-index=11 (Индекс Хирша); i10-index=13
SCOPUS Author ID: 13003858700
Web of Science ResearcherID: B-5773-2019
SPIN  РИНЦ: 2758-1783
Google Scholar 
LOOP, Швейцария 

## Influences
Professor Lee Ross, Stanford University. Professor Marvin Minsky, MIT, Boston, USA. Академик А.П. Анохин, Москва, СССР. Академик П.В. Симонов, Москва, СССР.

## Дополнительные факты
C 1992 по 1995 окончила стажировку в Театральном институте имени Бориса Щукина (Москва) на кафедре актерского мастерства по теме Психологическая диагностика одаренности и отбор на творческие специальности. С 1989 по 1999 работала ведущим консультантом и аналитиком в Центре развития психологического потенциала при Российской академии педагогических наук, Московском центре профориентации при Госкомтруде и преподавала в Московском институте телевидения и радиовещания при Останкино. Редактор-учредитель (1990-1992) первого Российского научно-популярного журнала РИСК (Реальность, Истина, Стереотипы, Критерии). Автор первой на русском языке книги по женской психологии и совладанию с жизненными кризисами .